# Juan Miguel Echevarría
Juan Miguel Echevarría Laflé (Camagüey, 11 agosto 1998) è un lunghista cubano, campione mondiale indoor a Birmingham 2018.

## Biografia
Sale agli onori della cronaca non ancora ventenne quando, nel marzo 2018, vince i campionati mondiali indoor battendo il proprio record personale con un balzo da 8,46 m, superando di soli 2 cm il sudafricano Luvo Manyonga.
A giugno dello stesso anno si rende protagonista di una prova notevole nella tappa di Diamond League di Stoccolma, quando salta 8,83 m, miglior misura saltata negli ultimi 23 anni. Il risultato tuttavia non è omologabile in quanto assistito da un vento di +2,1 m/s. Si rifà due giorni dopo a Ostrava con la misura 8,66 m, con vento entro i limiti, prestazione che lo pone al 10º posto della lista dei migliori atleti di sempre nella specialità.
Il 10 gennaio 2019 durante la Copa Cuba, nell'unico tentativo fatto, ha saltato 8,92 m, record non omologato a causa del vento a favore di 3,3 m/s (migliore risultato degli ultimi 26 anni, in ogni condizione).
Si è laureato campione continentale ai Giochi panamericani di Lima 2019, realizzando la misura di 8,27 m, dieci centimetri in più del giamaicano Tajay Gayle. Ai mondiali di Doha 2019 ha raccolto il bronzo con un salto di 8,34 m, terminando la gara alle spalle di Tajay Gayle (8,69 m) e Jeff Henderson (8,39 m).
Ha rappresentato Cuba ai Giochi olimpici estivi di Tokyo 2020, dove ha vinto la medaglia d'argento nel salto in lungo, chiudendo alle spalle del greco Miltiadīs Tentoglou.
Dopo la gara olimpica, è stato assente dalle competizioni internazionali per circa tre anni e mezzo, sino al 26 gennaio 2025, quando si è iscritto al Meeting Moniz Pereira in Portogallo. Si allena in Spagna con Ivan Pedroso.

## Progressione

### Salto in lungo
| Stagione | Misura | Luogo           | Data      | Rank. Mond. |
| -------- | ------ | --------------- | --------- | ----------- |
| 2018     | 8,68 m | Bad Langensalza | 30-6-2018 | 1º          |
| 2017     | 8,28 m | Madrid          | 14-7-2017 | 14º         |
| 2016     | 7,96 m | L'Avana         | 12-2-2016 | 75º         |
| 2015     | 8,05 m | L'Avana         | 15-5-2015 | 42º         |
| 2014     | 7,47 m | Las Tunas       | 9-7-2017  |             |

### Salto in lungo indoor
| Stagione | Misura | Luogo      | Data      | Rank. Mond. |
| -------- | ------ | ---------- | --------- | ----------- |
| 2018/19  | 8,21 m | Birmingham | 16-2-2019 | 3º          |
| 2017/18  | 8,46 m | Birmingham | 2-3-2018  | 1º          |

## Palmarès
| Anno | Manifestazione        | Sede       | Evento         | Risultato | Prestazione | Note                                                                    |
| ---- | --------------------- | ---------- | -------------- | --------- | ----------- | ----------------------------------------------------------------------- |
| 2015 | Mondiali allievi      | Cali       | Salto in lungo | 4º        | 7,69 m      | Miglior prestazione personale                                           |
| 2015 | Panamericani juniores | Edmonton   | Salto in lungo | Oro       | 7,76 m      | Miglior prestazione personale                                           |
| 2016 | Mondiali under 20     | Bydgoszcz  | Salto in lungo | 5º        | 7,78 m      |                                                                         |
| 2017 | Mondiali              | Londra     | Salto in lungo | 15º (q)   | 7,86 m      |                                                                         |
| 2018 | Mondiali indoor       | Birmingham | Salto in lungo | Oro       | 8,46 m      | Miglior prestazione mondiale stagionale · Miglior prestazione personale |
| 2019 | Giochi panamericani   | Lima       | Salto in lungo | Oro       | 8,27 m      |                                                                         |
| 2019 | Mondiali              | Doha       | Salto in lungo | Bronzo    | 8,34 m      |                                                                         |
| 2021 | Giochi olimpici       | Tokyo      | Salto in lungo | Argento   | 8,41 m      |                                                                         |

## Altre competizioni internazionali
2019
- Vincitore della Diamond League nella specialità del salto in lungo